# Pedicia patens
Pedicia patens är en tvåvingeart som beskrevs av Alexander 1938. Pedicia patens ingår i släktet Pedicia och familjen hårögonharkrankar. Inga underarter finns listade i Catalogue of Life.